# Barbetti
Cementerie Aldo Barbetti è un'azienda di produzione e lavorazione del cemento, con sede a Gubbio e fondata nel 1956.

## Storia
Fondata dai cinque fratelli Barbetti che, in onore del padre, chiamano l'azienda "Cementerie Aldo Barbetti", la costruzione dello stabilimento termina nei primi mesi del 1957 e l'8 agosto inizia l'attività (62 operai e sei impiegati) con l'accensione del primo forno verticale. Nel 1994 viene acquisito il centro di macinazione di Bibbiena, nel 1965 sono attivi già tre forni, nel 1998 è rilevata a Ravenna una cementeria, diventata nel 2002 centro di macinazione clinker. L'azienda si avvale anche della STB (Società trasporti Barbetti) con un parco di un centinaio di automezzi.
Nel 2003 l'azienda diversifica nell'editoria rilevando il controllo del gruppo editoriale del Corriere dell'Umbria di Perugia e di numerosi altri quotidiani, tramite l'editrice Edicor. L'incarico di seguire le strategie del gruppo editoriale come amministratore delegato e direttore generale viene affidato a Rocco Girlanda, perito industriale e dirigente del cementificio che continuerà a farlo anche dopo le elezioni politiche del 2008 in cui sarà eletto deputato del Popolo della Libertà.
Nel 2007 l'azienda (il 63% del capitale è in mano a 23 persone dell'omonima famiglia, il 35% della società Sacci) acquisisce in joint venture con Sanko Holding la Cimko Cimento, una società turca che dispone nel sud del Paese di una moderna cementeria e di alcune centrali di calcestruzzo. L'operazione è curata e finanziata da Mediobanca.
In seguito alla crisi economica anche l'azienda, presieduta da Antonella Barbetti, figlia di uno dei fondatori, Angelo, ha qualche difficoltà. I ricavi diminuiscono fino a dimezzarsi, i conti vanno in rosso, pesa l'indebitamento, più di un centinaio di dipendenti finiscono in cassa integrazione e mobilità. Nel 2013 la società vende così il gruppo editoriale alla Tosinvest di Roma della famiglia Angelucci, vende anche la partecipazione nel cementificio turco. In questo modo riesce a rimborsare parzialmente poco più di 50 milioni del fido concesso da Mediobanca, originariamente di 210 milioni, trasformando il finanziamento da breve a lungo termine. Nel 2016 il fatturato scende a 7 milioni con una quota di mercato del 4,4%.
Nell'agosto 2017 la società viene multata dall'Antitrust che commina una sanzione di 184 milioni complessivi a 14 società (tra cui Italcementi, Cementir, Colacem, Buzzi Unicem) per aver violato dal 2011 al 2016 il meccanismo della concorrenza con la creazione di "un cartello" concertativo sui prezzi. La multa per le Cementerie Barbetti è di 1,1 milioni di euro. Nel 2017 la società ritorna comunque in utile (1,2 milioni di euro) dopo 7 anni di perdite.